# Чарда Златна круна
Чарда Златна круна је српски ресторан који се налази у Апатину, на левој обали Дунава, на 1401 километру њеног тока ка ушћу у Црно море.

## Историјат
Чарда Златна круна је основана 1990. године, као мали ресторан. Али оснивачи Жељко и Бранко Вишекруна су сматрали да гостима могу да пруже више и одлучили су да саграде нови објекат 2003. године.Чарда Златна Круна је смештена у близини специјалног резервата природе "Горње Подунавље" које представља једну од највећих ритско-мочварних области на току кроз Србију. У резервату живи преко 50 врста риба, разних врста сисара, птица, водоземаца и инсеката. Испред ресторана се налази градско шеталиште са ког се пружа поглед на реку Дунав и обиље шуме и зеленила.  
Ресторан у својој понуди има и смештајне јединице, тако да гости у склопу ресторана могу и да преноће.
Ресторан има и башту, капацитет ресторан је 100 места за седење у затвореном делу, и 100 места за седење у башти.